# 星川淳
星川 淳（ほしかわ じゅん、1952年3月31日 - ）は、日本の作家・翻訳家である。グリーンピース・ジャパン事務局長も務めた。
東京都出身。甥（妹の子供）に俳優のいしだ壱成がいる。

## 経歴・人物
武蔵中学校・高等学校を経て、1971年に九州芸術工科大学芸術工学部環境設計学科を中退後、インドやアメリカ合衆国に居住。1982年に、妻子とともに鹿児島県屋久島へ移住した。2001年に発生したアメリカ同時多発テロ事件後には、音楽家の坂本龍一らと『非戦』（幻冬舎）を発表した。
作家としては持続可能な暮らし・政策に関する論考やエッセイ、先史モンゴロイドの民族移動をテーマにした小説、翻訳家としてはジェームズ・ラブロックのガイア理論、トランスパーソナル心理学、ディープエコロジー、環太平洋地域の先住民文化伝承に関わるものなど、「精神世界」関連書の翻訳を手がけている。
バグワン・シュリ・ラジニーシ（オショウ　和尚　OSHO）の翻訳書（めるくまーる社）を多数手がけた。その際の訳者名は、ラジニーシから受けたスワミ・プレム・プラブッダというサニヤス・ネーム（法名）を使っている。2020年処女作である「存在の詩」Osho(バグワン・シュリ・ラジニーシ）著　星川淳訳）が新装復刊された。
2005年より2010年11月までグリーンピース・ジャパンの事務局長を務める。原発とプルトニウム再処理問題、遺伝子組み換え問題、原生林保護問題、調査捕鯨問題などに取り組んだ。
日本による対韓輸出優遇撤廃に反対する、＜声明＞「韓国は「敵」なのか」呼びかけ人の1人。

## 著書

### 単著
- 『地球生活 - ガイア時代のライフ・パラダイム』（1990年、平凡社） - のち平凡社ライブラリー
- 『エコロジーって何だろう』（1995年、ダイヤモンド社）
- 『精霊の橋 - Beringia』（1995年、幻冬舎）
- 『屋久島の時間(とき) - 水と緑の12か月』（1995年、工作舎）
- 『モンゴロイドの大いなる旅』（1997年、同朋舎）
- 『星の航海師 - ナイノア・トンプソンの肖像』（1997年、幻冬舎）
- 『ベーリンジアの記憶』（1997年、幻冬舎文庫）
- 『環太平洋インナーネット紀行』（1997年、NTT出版）
- 『屋久島水讃歌』（2001年、南日本新聞社）
- 『非戦という希望』（2004年、七つ森書館）
- 『魂の民主主義』（2005年、築地書館）
- 『日本はなぜ世界で一番クジラを殺すのか』（2007年、幻冬舎新書）

### 訳書
- 『存在の詩 - バグワン・シュリ・ラジニーシ講話録』スワミ・プレム・プラブッダ訳 めるくまーる。1977年）
- 『究極の旅―バグワン・シュリ・ラジニーシ、禅の十牛図を語る』スワミ・プレム・プラブッダ訳 (めるくまーる、1978年)
- 『Tao 永遠の大河―バグワン・シュリ・ラジニーシ、老子を語る（1）』 スワミ・プレム・プラブッダ訳、めるくまーる、1979年）
- 『Tao 永遠の大河―バグワン・シュリ・ラジニーシ、老子を語る（2）』 スワミ・プレム・プラブッダ訳、めるくまーる、1979年）
- 『Tao 永遠の大河―バグワン・シュリ・ラジニーシ、老子を語る（3）』 スワミ・プレム・プラブッダ訳、めるくまーる、1980年）
- 『般若心経―バグワン・シュリ・ラジニーシ、色即是空を語る』スワミ・プレム・プラブッダ訳 (めるくまーる、1980年)
- 『生命の歓喜　バグワン・シュリ・ラジニーシとの対話 ダルシャン日誌』スワミ・プレム・プラブッダ訳　Rajneesh Publication Japan　1980
- 『注目すべき人々との出会い』（G.I.グルジェフ、1981年、めるくまーる）
- 『Tao 永遠の大河―バグワン・シュリ・ラジニーシ、老子を語る（4）』 スワミ・プレム・プラブッダ訳、めるくまーる、1982年）
- 『地球生命圏 - ガイアの科学』（ジム・ラヴロック、1984年、工作舎）
- 『反逆のブッダ--バグワン・シュリ・ラジニーシの軌跡』スワミ・プレム・プラブッダ訳、めるくまーる、1984年）
- 『ボランタリー・シンプリシティ(自発的簡素) - 人と社会の再生を促すエコロジカルな生き方』（デュエイン・エルジン、1987年、ティビーエス・ブリタニカ）
- 『脳を超えて』（スタニスラフ・グロフ、吉福伸逸・菅靖彦共訳、1988年、春秋社）
- 『非常の知 - カプラ対話篇』（フリッチョフ・カプラ、吉福伸逸・田中三彦共訳、1988年、工作舎）
- 『東洋の心理学 - 自己成長の基礎知識』（ロバート・フレイジャー、ジェームズ・ファディマン、吉福伸逸共訳、1989年、春秋社)
- 『ア・カップ・オブ・ティー―オショー・ラジニーシ初期書簡集』スワミ・プレム・プラブッダ、スワミ・アナンド・ソパン訳 （めるくまーる、1989年）
- 『ガイアの時代 - 地球生命圏の進化』（J・ラヴロック、1989年、工作舎）
- 『地球は人間のものではない』（ジム・ノルマン、1992年、晶文社）
- 『新版 天使のおそれ - 聖なるもののエピステモロジー』（グレゴリー・ベイトソン、メアリー・キャサリン・ベイトソン著、吉福伸逸共訳、1992年、青土社）
- 『地球の声を聴く - ディープエコロジー・ワーク』（ジョン・シード、1993年、ほんの木）
- 『世界は恋人世界はわたし』（ジョアンナ・メイシー、1993年、筑摩書房）
- 『地球意識革命 - 聖なる自然をとりもどす』（ジェレミー・リフキン、1993年、ダイヤモンド社）
- 『般若心経―バグワン・シュリ・ラジニーシ、色即是空を語る』新装スワミ・プレム・プラブッダ訳 (めるくまーる、1993年)
- 『地球の庭を耕すと - 植物と話す12か月』（ジム・ノルマン、1994年、工作舎）
- 『Tao 老子の道（上）』和尚Osho スワミ・プレム・プラブッダ訳、めるくまーる、1995年）
- 『Tao 老子の道（下）』和尚Osho スワミ・プレム・プラブッダ訳、めるくまーる、1995年）
- 『Tao 永遠の大河―バグワン・シュリ・ラジニーシ、老子を語る（1）』 スワミ・プレム・プラブッダ訳、めるくまーる、1979年）
- 『太陽の遺宝』（エモリー・J・マイケル、1997年、幻冬舎）
- 『オールウェイズ・カミングホーム　上下』アーシュラ・K・ル＝グウィン、1997年、平凡社）
- 『惑星地球を癒す5つの魂 - 宇宙進化の鍵』（ジョヤ・ポープ、監訳、草野哲也訳、1998年、徳間書店）
- 『一万年の旅路 - ネイティヴ・アメリカンの口承史』（ポーラ・アンダーウッド、1998年、翔泳社）
- 『知恵の三つ編み』（ポーラ・アンダーウッド、1998年、徳間書店）
- 『小さな国の大いなる知恵』（ポーラ・アンダーウッド、1999年、翔泳社）
- 『内なる島 - ワタリガラスの贈りもの』（リチャード・ネルソン著、星野道夫写真、1999年、めるくまーる社）
- 『水路アメリカ横断8500キロ 西へ!』（ウイリアム・リースト・ヒート=ムーン、2001年、阪急コミュニケーションズ）
- 『イラク戦争 - 元国連大量破壊兵器査察官スコット・リッターの証言 ブッシュ政権が隠したい事実』（ウィリアム・リバーズピット、スコット・リッター、2002年、合同出版）
- 『世界は変えられる - TUPが伝えるイラク戦争の「真実」と「非戦」』（TUP監修（共訳）、2004年、七つ森書館）
- 『世界は変えられるII - 戦争の被害者って？ 加害者って？』（TUP監修（共訳）、2004年、七つ森書館）
- 『暴走する文明 - 「進歩の罠」に落ちた人類のゆくえ』（ロナルド・ライト、2005年、日本放送出版協会）
- 『アメリカ建国とイロコイ民主制』（ドナルド・A・グリンデJr、ブルース・E・ジョハンセン、2006年、みすず書房）
- 『パックス・モンゴリカ - チンギス・ハンがつくった新世界』（ジャック・ウェザーフォード、横堀冨佐子共訳、2006年、日本放送出版協会）
- 『究極の旅: OSHO 禅の十牛図を語る』OSHO スワミ・プレム・プラブッダ訳、めるくまーる、2013年）
- 『TAO 永遠の大河1: OSHO老子を語る』OSHO スワミ・プレム・プラブッダ いまここ塾 2014年
- 『TAO 永遠の大河2: OSHO老子を語る』OSHO スワミ・プレム・プラブッダ いまここ塾 2014年
- 『TAO 永遠の大河3: OSHO老子を語る』OSHO スワミ・プレム・プラブッダ いまここ塾 2014年
- 『TAO 永遠の大河4: OSHO老子を語る』OSHO スワミ・プレム・プラブッダ いまここ塾 2014年
- 『存在の詩　TANTRA THE SUPREME UNDERSTANDING』新装復刊　OSHO 2020年　めるくまーる社）

### 共著
- 『非戦』（坂本龍一監修、2001年、幻冬舎）
- 『イマジン9  - 想像してごらん、戦争のない世界を。』（川崎哲共著、成瀬政博画、2007年、合同出版）
- 『憲法を手に格差と戦争をくいとめよう - 福島みずほ対談集』 (2007年、明石書店)
- 『刑罰に脅かされる表現の自由 - NGO・ジャーナリストの知る権利をどこまで守れるか?』（海渡雄一監修、グリーンピース・ジャパン編、2009年、現代人文社）